# Maria Anna von Buol-Berenberg
Maria Anna von Buol-Berenberg (* 21. August 1861 in Innsbruck, Kaisertum Österreich; † 21. Mai 1943 in Kaltern, Italien), Edle Herrin auf Mühlingen (Hegau), war eine Dichterin und Schriftstellerin.

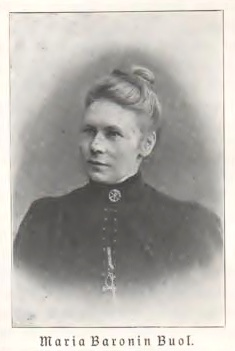
Maria Anna von Buol-Berenberg

## Leben
Maria Anna entstammte dem Geschlecht der Buol-Berenberg und war die Tochter Franz Carl Maria Heinrich von Buol-Berenberg (* 15. September 1823, Innsbruck; † 24. Juni 1875, Kaltern), Freiherr, Edler Herr auf Mühlingen, Landmann in Tirol, Incola von Böhmen, Mähren und Schlesien, Gutsbesitzer, k. k. Ober-Kämmerer und Generalreferent der Tirolischen Landschaft und Concipist im Ministerium der Justiz sowie seiner Ehefrau, Luise di Pauli Freiin von Treuheim, Tochter des Joseph Di Pauli von Treuheim und der Franzisca Schasser von Thanheimb (* 23. September 1835, Kaltern; † 3. April 1903, Kaltern). Sie war die Enkelin von Franz Seraphicus Anton von Buol-Berenberg, Edler Herr zu Mühlingen (1794–1865), Freiherr, Gubernal-, Reichs- und Geheimer Rat, wirklicher Hofrat der Vereinigten Hofkanzlei in Wien und Urenkelin von Joseph Ignaz von Buol-Berenberg (1749–1817), am 29. Mai 1795 von Kaiser Franz II. mit dem Prädikat von Mühlingen zum Reichsfreiherrn von Behrenberg und Mühlingen erhoben wurde.
1867 zog die Familie nach Kaltern, in die Heimat der Mutter, dort hatte der Vater einen Ansitz („Schloss Loch“) erworben. Maria Anna von Buol-Berenberg wurde von einem Hauslehrer unterrichtet und pflegte Freundschaften mit Südtiroler Adeligen. Sie kannte die Dichterin Emilie Ringseis (1831–1895). Maria Anna von Buol-Berenberg unternahm mehrere Reisen, unter anderen nach Palästina. Sie war „Vorkämpferin für Heimat und Volkstum in sozialem Verständnis und realistischer Auffassung des Lebens durch ihr Beispiel und ihre Fürsorge.“
Buol-Berenberg erwarb sich Anerkennung als Erzählerin mit Charakter- und Sittenschilderung und schrieb Stücke für ländliche Bühnen. Mit „Liedern vom heiligen Lande“ und unveröffentlichten „Heckenliedern“ verfasste sie vornehmlich kleinere und größere Volkserzählungen, die zunächst in Zeitungen und Zeitschriften erschienen. „Sie blieb ein Anwalt Südtirols, besonders im Kampf um die Erhaltung tirolischen Wesens und die deutsche Muttersprache“, u. a. als sog. Katakombenlehrerin. Vor Ort war sie als Buol-Mitzi bekannt.
Zu ihren Erzählungen gehören Die Gamswirtin, in der eine wackere Wirtin von Steinach als Mutter von 1809er Helden verherrlicht wird, ferner Das Findelkind, Des Mahnworts Weib und Ein Herrgottskind.
Sie starb 1943 als Letzte der Kalterer Linie der Freiherrn von Buol.

## Werke
- Die Stiefkinder, Erzählung (Bozen 1902)
- Liedern vom heiligen Lande (Brixen 1902)
- Das Geheimnis der Mutter (1903)
- Die Kirchfahrerin (1904)
- Der Bader von St. Margrethen (1904)
- Gillis Hobelspäne (1906)
- Aus Etschland und Inntal (Graz 1907)
- Die Gamswirtin (1909)
- Die Stiefkinder (Bozen 1910)
- Notburga, Schauspiel (Innsbruck 1911)
- Erzählungen und Sagen aus Tirol (1912)
- Das Weib des Verschollenen (1916)
- Das Sparkassenbuch (1922)
- Das Findelkind (1922)
- Geschichten aus alter Väterzeit (Innsbruck 1926)
- Ein Herrgottskind (Innsbruck 1928) (Biografie von Maria von Mörl)
- Aus Gottes Werkstatt (Innsbruck 1931)
- Johann Nepomuk von Tschiderer und seine Zeit (Innsbruck 1934)
- Aus dem alten Tirol (Innsbruck 1936)
- Früchte der Heimat, Geschichten, hrsg. von M. v. Rubatscher (Wien 1948)